# Вера (филм)
Вера је српски филм из 2022. године. Режију потписује Недељко Ковачић који заједно са Кристином Ђуковић потписује и сценарио.
Филм је премијерно приказан 10. новембра 2022. године. 
Филм је до сад у биоскопима одгледало око 70.000 гледалаца.
С филмом је настала и истоимена ТВ серија која се током 2023. године емитовала на РТС-у 1.

## Радња
Овај филм је шпијунски трилер с елементима мелодраме инспирисан истинитом причом о српској Мата Хари, Вери Пешић (1919—1944), шпијунки из времена Другог светског рата. Ово је прича о младој жени која је не само у раљама ратне шпијунске мреже већ и патријархалног друштва на Балкану, препуног моћних, арогантних мушкараца с којима се она храбро и дрско носи.
Филм се држи женске визуре и обрађује положај жене у мушком свету — како традиционално балканском, тако и професионално шпијунском.
У лавиринту шпијунских игара на Балкану, од Беча до Цариграда, Вера Пешић опстаје међу југословенским, немачким и британским шпијунима с двоструким и троструким агендама, сама, без идеологије, али одлучна да се бори и преживи.
Паралелно са акционом, шпијунском линијом радње, фокус филма је на Вериној интимној, психолошкој драми у контексту тајне њеног порекла, која формира њене односе с мушкарцима у приватном животу и шпијунској каријери. Рођена из неразјашњеног односа њене мајке са четничким војводом, Вера живи са својом унутрашњом драмом неприпадања која јој у ствари помаже да од збуњене девојке из провинције постане врхунски шпијун који заводи мушкарце и манипулише њима, никад не дозвољавајући да постане њихов плен.

## Улоге
| Глумац                    | Улога                              |
| ------------------------- | ---------------------------------- |
| Јована Стојиљковић        | Вера Пешић                         |
| Петар Зекавица            | Карл Краус                         |
| Виктор Савић              | Миливоје Перовић                   |
| Миона Марковић            | Каћа                               |
| Милица Томашевић          | Анкица                             |
| Анита Манчић              | Верина мајка, Анђа                 |
| Никола Којо               | Танасије Динић                     |
| Александар Срећковић      | мајор Славко Радовић               |
| Владимир Алексић          | др Рајнхард Хајнц                  |
| Тихомир Станић            | војвода Коста Пећанац              |
| Џек Димић                 | Ђорђе Рош                          |
| Небојша Дугалић           | генерал Боривоје Мирковић          |
| Бојан Жировић             | Том Меплбек                        |
| Вук Костић                | Радослав Ђурић                     |
| Златија Оцокољић Ивановић | Лили, амбасадорова жена            |
| Слободан Бештић           | Франц Нојхаузен                    |
| Ленка Петровић            | Смиља                              |
| Милош Влалукин            | Жика                               |
| Радоје Чупић              | Петко                              |
| Растко Јанковић           | агент                              |
| Давор Перуновић           | Агент 2                            |
| Радомир Николић           | Јозеф Шицер                        |
| Маја Суша                 | Драгиња                            |
| Саша Торлаковић           | немачки амбасадор Виктор фон Херен |
| Никола Вујовић            | потпоручник Стефановић             |
| Зоран Филиповић           | Доктор                             |